# Sé e São Lourenço
Sé e São Lourenço (llamada oficialmente União das Freguesias de Sé e São Lourenço) es una freguesia portuguesa del municipio de Portalegre, distrito de Portalegre.

## Historia
Fue creada el 28 de enero de 2013 en aplicación de una resolución de la Asamblea de la República de Portugal promulgada el 16 de enero de 2013 con la unión de las freguesias de São Lourenço y Sé, pasando su sede a estar situada en la antigua freguesia de Sé.

## Demografía
| Gráfica de evolución demográfica de Sé e São Lourenço entre 2011 y 2021 |
|                                                                         |
| Datos según el nomenclátor publicado por el INE portugués.              |